# Ліван на літніх Олімпійських іграх 1960
Ліван брав участь у Літніх Олімпійських іграх 1960 у Римі (Італія) втретє за свою історію, пропустивши Літні Олімпійські ігри 1956 року, але не завоював жодної медалі.